# 셀허스트 파크
셀허스트 파크(영어: Selhurst Park)는 잉글랜드 런던 교외 크로이던 구 사우스노우드(South Norwood)에 위치한 축구 경기장으로, 수용 인원은 26,225명이며 크리스털 팰리스 FC의 홈 구장으로 사용되고 있다.

## 역사
1922년 1월 3일 브라이턴 철도 회사(Brighton Railway Company)가 옛 벽돌 공장 부지를 2,570 영국 파운드에 사들이면서 경기장 위치가 결정되었다. 건축가 아치벌드 리치(Archibald Leitch)가 경기장을 설계했고 건설 회사인 험프리스 오브 켄징턴(Humphreys of Kensington)이 30,000 영국 파운드를 들여 건설했다.
1924년 8월 30일 런던 시장이 참석한 가운데 개장되었으며 당시에 열린 크리스털 팰리스와 셰필즈 웬즈데이의 경기(크리스털 팰리스는 셰필드 웬즈데이에 0-1로 패함)에서는 25,000명의 관중이 입장했다. 한때 찰턴 애슬레틱(1985년 ~ 1991년)과 윔블던(1991년 ~ 2003년)의 홈 구장으로 사용되기도 했다.